# Hans Dammann

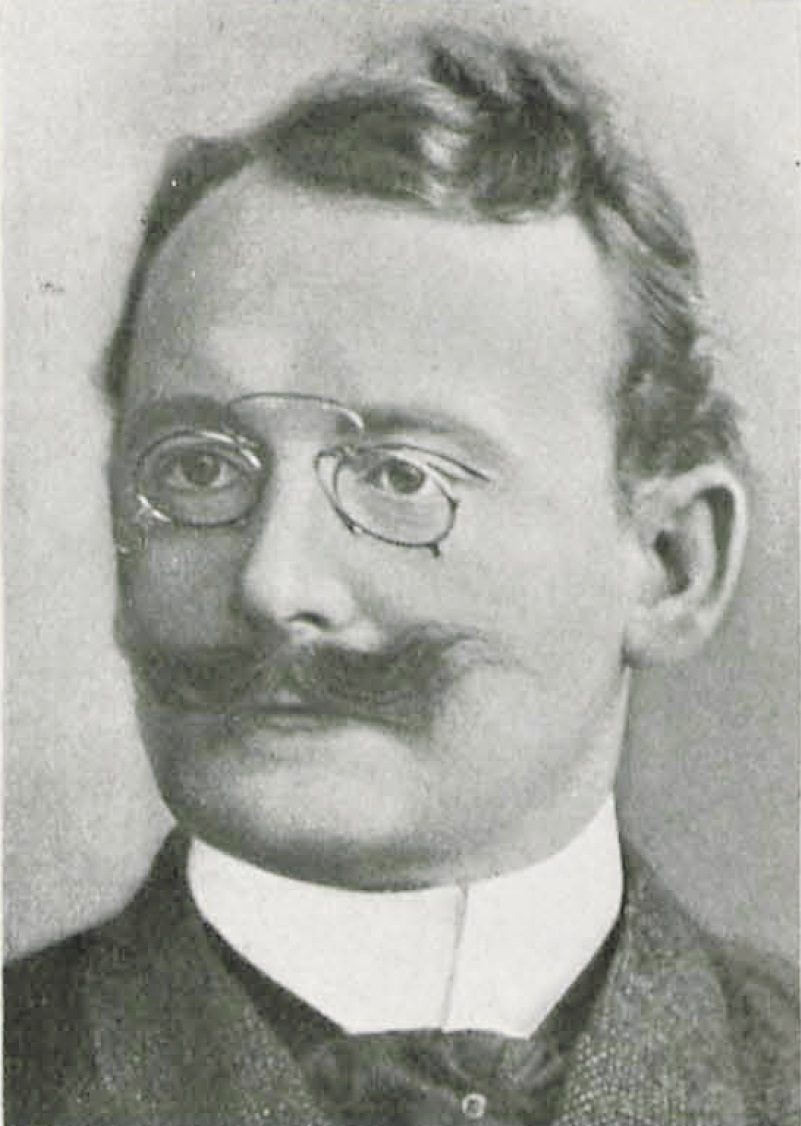
Hans Dammann, 1904

Hans Dammann (* 16. Juni 1867 in Proskau, Oberschlesien; † 15. Juni 1942 in Berlin) war ein deutscher Bildhauer.

## Leben
Hans Karl Hermann Fedor Dammann wurde als Sohn des Professors für Tierheilkunde Karl Dammann geboren. 1877 siedelte die Familie nach Hannover über. Nach seiner Schulausbildung besuchte er von 1885 bis 1888 die Technische Hochschule Hannover. Im Oktober 1888 wechselte er von dort an die Königliche Akademie der Künste zu Berlin. Dort studierte er bis April 1895 unter anderem bei Albert Wolff, Ernst Herter, Peter Breuer und Gerhard Janensch. Unmittelbar nach seinem Studium reiste Hans Dammann nach Rom.
Zurückgekehrt, beschickte Dammann noch im selben Jahr die Große Berliner Kunstausstellung. Auf dieser alljährlich veranstalteten Ausstellung war er bis 1913 immer mit mindestens einem Werk vertreten. Ab 1895 arbeitete er als selbstständiger Bildhauer. Neben kleineren Auftragsarbeiten erstellte er den Nachtwächterbrunnen für den Marktplatz in Linden, der am 20. September 1896 enthüllt wurde. Noch im selben Jahr heiratete er Frida Martha Hirschwald (1878–1952). Das Paar hatte einen Sohn namens Fedor. 1902 wurden zwei Büsten für die Professoren Ernst Friedrich Gurlt und Carl Heinrich Hertwig fertiggestellt, deren Finanzierung tierärzliche Kreise übernommen hatten. Sie erinnerten an deren Wirken in der Thierarzneischule in Berlin.
Zuletzt lebte Dammann im Ortsteil Grunewald von Berlin, wo er auch gestorben ist.

## Arbeiten

### Friedhofskunst: Grabdenkmäler
Weitere Aufträge für Denkmäler im öffentlichen Raum blieben vorläufig aus, so dass sich Hans Dammann einer Werkstatt für Friedhofskunst in Plauen anschloss, die seine Entwürfe an Interessenten weiter vermittelte. Eines der ersten Modelle aus dieser Kooperation, sein Werk „der Schlaf“, fand auf der Großen Berliner Kunstausstellung 1899 großes Interesse. Als Trauerfigur fand sie am Grabdenkmal für Dammanns Schwiegereltern Hirschwald auf dem III. Friedhof der Luisengemeinde in Berlin-Charlottenburg Aufstellung. In der Folgezeit schuf er etwa 130 Grabdenkmäler, darunter monumentale Grabbauten auf dem Kaiser-Wilhelm-Gedächtnis-Friedhof in Berlin-Charlottenburg und auf dem Friedhof Wilmersdorf.
In Hamburg schuf Hans Dammann im Bereich des Ohlsdorfer Friedhofs zwischen 1906 und 1936 mindestens 18 Grabmäler.
Besondere Anerkennung verschaffte ihm, dass von ihm als ersten und seinerzeit als einzigen deutschen Künstler eine Skulptur auf dem Cimitero Monumentale in Mailand aufgestellt worden war.
|  | Skulptur „Der Schlaf“, vorgestellt auf der Großen Berliner Kunstausstellung 1899 - Luisenfriedhof III (Berlin), Grab Hirschwald (Schwiegereltern von Dammann), Marmor, 1899 |
|  | - Johannisfriedhof (Bielefeld), Grab Heidsieck-Scharrnbeck, 1902 - Friedhof Ohlsdorf (Hamburg), Grab Carvens-Rackwitz, Bronze, 1910 - Stadtgottesacker (Halle an der Saale), Grab Fritz Gustav von Bramann, 1913 |
|  | Skulptur „Aux Morts“, vorgestellt auf der Großen Berliner Kunstausstellung 1904 - Luisenstädtischer Friedhof (Berlin), Grab Kühnel, 1904, Galvano (Skulptur verschollen) - Johannisfriedhof (Dresden), Grab Eschebach, Stein, 1905 - Nordfriedhof (Wiesbaden), Grab Baum (2004 neu belegt), Marmor, 1906 - Stadtfriedhof Engesohde (Hannover), Grab Weidlich, Galvano, 1908 - Alter Friedhof der St.-Nikolai- und St.-Marien-Gemeinde (Berlin), Grab Wolff, Rudloff & Schmittendorf, Galvano, 1908 - Cimitero Monumentale (Mailand), Grab Arcari, 1909 - Friedhof Ohlsdorf (Hamburg), Grab Grell, Galvano, 1910 (weitere Exemplare in Ohlsdorf abgeräumt) - Südfriedhof (Kiel), Grab Neeff, 1912 - Friedhof Grunewald (Berlin), Grab Elsner, Stein, 1919 - Friedhof Wilmersdorf (Berlin), Gemeinschaftsgrab, Galvano - Dorotheenstädtischer Friedhof II (Berlin), Grab Traube, Galvano - Nordfriedhof (Düsseldorf), Marmor - weitere Skulptur in Budapest |
|  | Skulptur vorgestellt auf der Großen Berliner Kunstausstellung 1906 - Friedhof Ohlsdorf (Hamburg), Grab Hansen, Marmor, 1906 - Stadtfriedhof Engesohde (Hannover), Grab Koenen, Bronze, 1908 - Nordfriedhof (Düsseldorf), vormals Grab Hemmerling, heute Familie Stoehr, Bronze, um 1915 - Waldfriedhof (München), Grab Mohr, Bronze - Bergfriedhof (Heidelberg), Grab Wilser, Galvanobronze, 1909 |
|  | Skulptur präsentiert auf der Großen Berliner Kunstausstellung 1909 - Marktfriedhof Quedlinburg, Grab Jacobi, Marmor, 1905 - Friedhof Ohlsdorf (Hamburg), Grab Sprecher, Marmor, 1907 - Georgen- und Parochialfriedhof II (Berlin), Grab Lange, Galvano 1929 - Mausoleum Matzdorf (Maciejowiec, pow. Lwówek Śląski, PL, ehem. Matzdorf, Kr. Lowenberg i. Schlesien), Grab v. Kramsta/v. Gersdorf, Sandstein, ca. 1918 (?) |
|  | - Friedhof Grunewald (Berlin), Grab Haendler, Marmor, 1911 |
|  | - Kaiser-Wilhelm-Gedächtnis-Friedhof (Berlin), Grab Warburg, Marmor, 1914 |
|  | - Friedhof Grunewald, unbekanntes Grab, Marmor - Marktfriedhof Quedlinburg, unbekanntes Grab |
|  | Pilgerskulptur geschaffen für das Grab von Dammanns Vater - Stadtfriedhof Engesohde (Hannover), Grab Dammann, Stein, 1914 - Parkfriedhof Lichterfelde (Berlin), Grab Schmidt (heute im Eingangsbereich aufgestellt), Galvano, 1914 - Friedhof Ohlsdorf (Hamburg), Grab Lindemann, vor 1924 - Friedhof Schmargendorf (Berlin), Grab Haenel, Stein, 1927 - Friedhof Tonndorf (Hamburg) - Friedhof vor dem Baruther Tor (Luckenwalde) |

### Öffentliche Aufträge

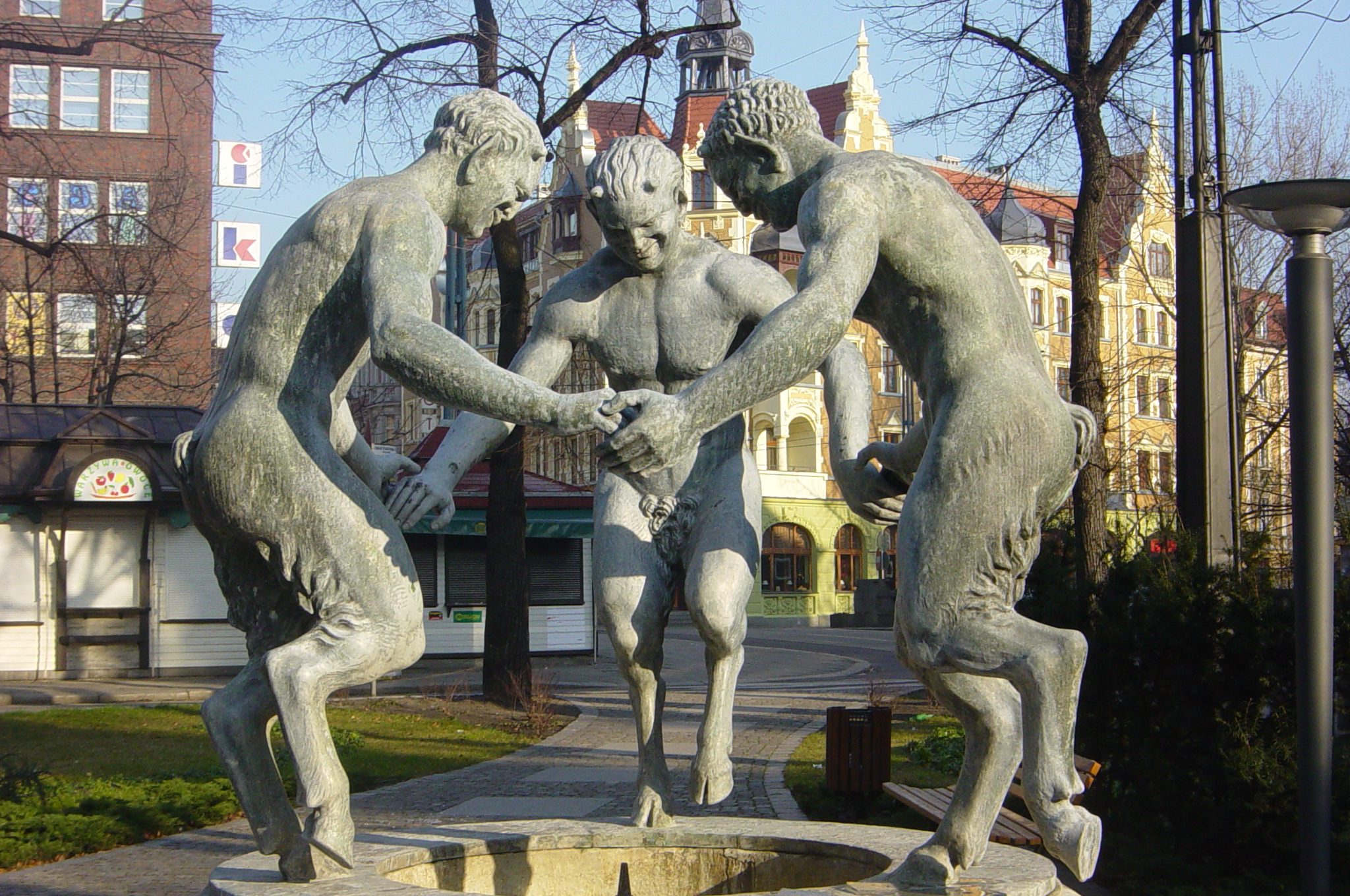
Brunnen mit tanzenden Faunen in Gleiwitz, 1928

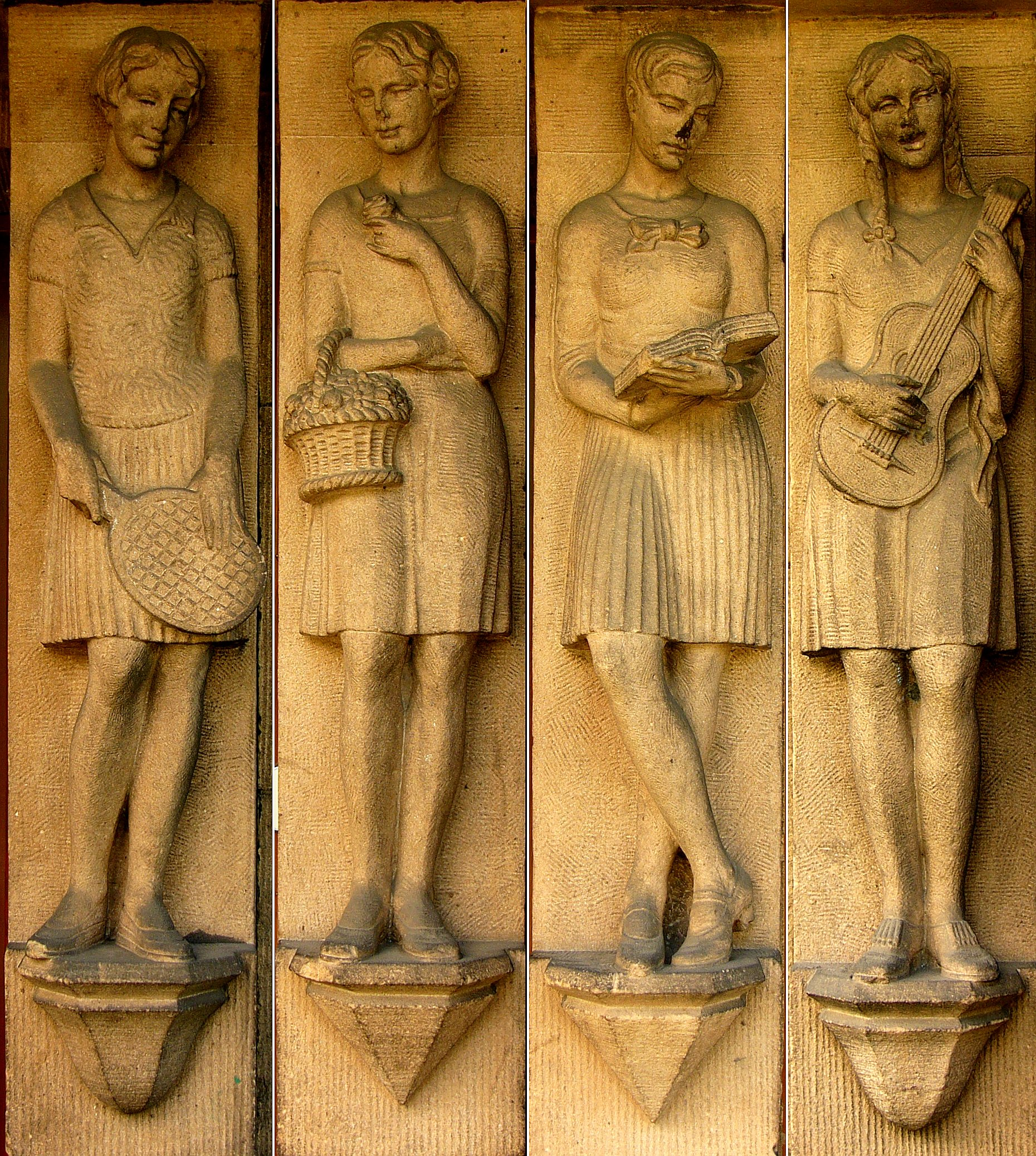
Vier Schülerinnen am Eingang zum ehem. Eichendorff-Ober-Lyzeum in Gleiwitz, 1930

1898 fertigte er für das Offizierkasino des Landwehr-Bezirkskommandos auf dem Tempelhofer Feld eine Büste des preußischen Königs Friedrich Wilhelm III., die den König in Uniform und Paletot und Zweispitz darstellt.
Am 7. Juni 1903 wurde das von ihm geschaffene Kriegerdenkmal des 4. Thüringischen Infanterie-Regiments Nr. 72 an der Straße zwischen Gorze und Rezonville (in den damaligen Reichslanden Elsaß-Lothringen) feierlich enthüllt.
1903 erhielt er den Auftrag für seinen zweiten Brunnen, der in Bad Salzuflen vor dem Hoffmannstift, einem Krankenhaus der Hoffmann’s Stärkefabriken, aufgestellt wurde. Er verzichtete bei diesem Projekt auf sein Künstlerhonorar. 1904 erhielt er den Auftrag für die Figur eines Schmiedes für den zweiten Brüstungspfeiler des Rathausbalkons in Bielefeld.
1906 erstellte er die Genien „Morgen“ und „Abend“, die links und rechts neben der großen Uhr am Neuen Rathaus in Hannover aufgestellt wurden.
Als freie Arbeit entstand die Skulpturengruppe „Durst“ (nackte Sitzende, zwei Panther tränkend), die Dammann auf der Großen Berliner Kunstausstellung 1910 der Öffentlichkeit vorstellte. Nach diesem Modell wurde 1914 ein Brunnen in Untersberger Marmor und Bronze im Kaiserjubiläumspark in Bad Homburg vor der Höhe aufgestellt. Für diese Leistung zeichnete ihn Kaiser Wilhelm II. mit dem Titel Professor aus.

### Soldatengrabmale und Kriegerdenkmäler
Da Hans Dammann Reserveoffizier war, wurde er gleich zu Beginn des Ersten Weltkrieges eingezogen. Schon nach wenigen Wochen kehrte der Hauptmann der Reserve verwundet nach Hause zurück. Er erweiterte das Repertoire seiner Grabdenkmäler um das Sujet des Soldatengrabmals. Genau wie bei seinen zivilen Grabdenkmälern wurden viele seiner Entwürfe teilweise leicht modifiziert oder mehrfach verwendet.
Gerade die Modelle seiner Soldatengrabmäler, die er ab 1916 erstellte, fanden in der Weimarer Republik als Kriegerdenkmäler eine Wiederverwendung. Sein letztes ziviles Werk war der Brunnen über der Elisabethquelle im Kurpark von Bad Homburg vor der Höhe (enthüllt 1918). 2006 erfolgte die Aufstellung einer bronzenen Trauerfigur Dammanns in Zweitverwendung als Denkmal der Hl. Elisabeth auf dem Elisabethplan unterhalb der Wartburg in Eisenach.
Nach dem Ersten Weltkrieg entwarf er weitere Grabdenkmäler, bis er ab 1922 fast ausschließlich Kriegerdenkmäler schuf, von denen gegenwärtig etwa 70 nachweisbar sind. Ab 1933 entstanden aufgrund seines vorgerückten Alters seine Arbeiten unter Mitarbeit von Heinrich Rochlitz.
Wenn ihm auch in einer Zeit, die reich an Denkmälern war, die öffentliche Anerkennung durch Aufsehen erregende Denkmalprojekte verwehrt blieb, so galt er dafür im Bereich der Grabdenkmäler und der daraus hervorgegangenen Kriegerdenkmäler als ein bedeutender Bildhauer.

### Letzte Werke
In seinen letzten Jahren wandte sich Dammann wieder zivilen Werken zu, so dem vom preußischen Polizeioffizierkorps gestifteten Denkmal für die beiden Berliner Polizisten Paul Anlauf und Franz Lenk, die 1931 in Ausübung ihres Berufes von Erich Mielke und anderen Angehörigen des M-Apparats der KPD auf dem Bülowplatz in Berlin ermordet wurden. Das am 29. September 1934 am Tatort enthüllte Denkmal wurde im Zweiten Weltkrieg anlässlich der Metallspende des deutschen Volkes eingeschmolzen. Den Sockel ließ Mielke, inzwischen Staatssekretär im Ministerium für Staatssicherheit der DDR, Anfang 1950 abbauen.
1937 entstand für den auf dem Friedhof Radebeul-Ost beerdigten Fabrikbesitzer Karl Richard Kelling ein „Grabmal aus Granitblock und Bronzefigur einer Knieenden mit Lorbeerkranz“. 1942 war Dammann auf der Großen Deutschen Kunstausstellung in München mit der Marmor-Halbfigur Badende vertreten, die Heinrich Himmler für 4000 RM erwarb.

## Werke (Auswahl)

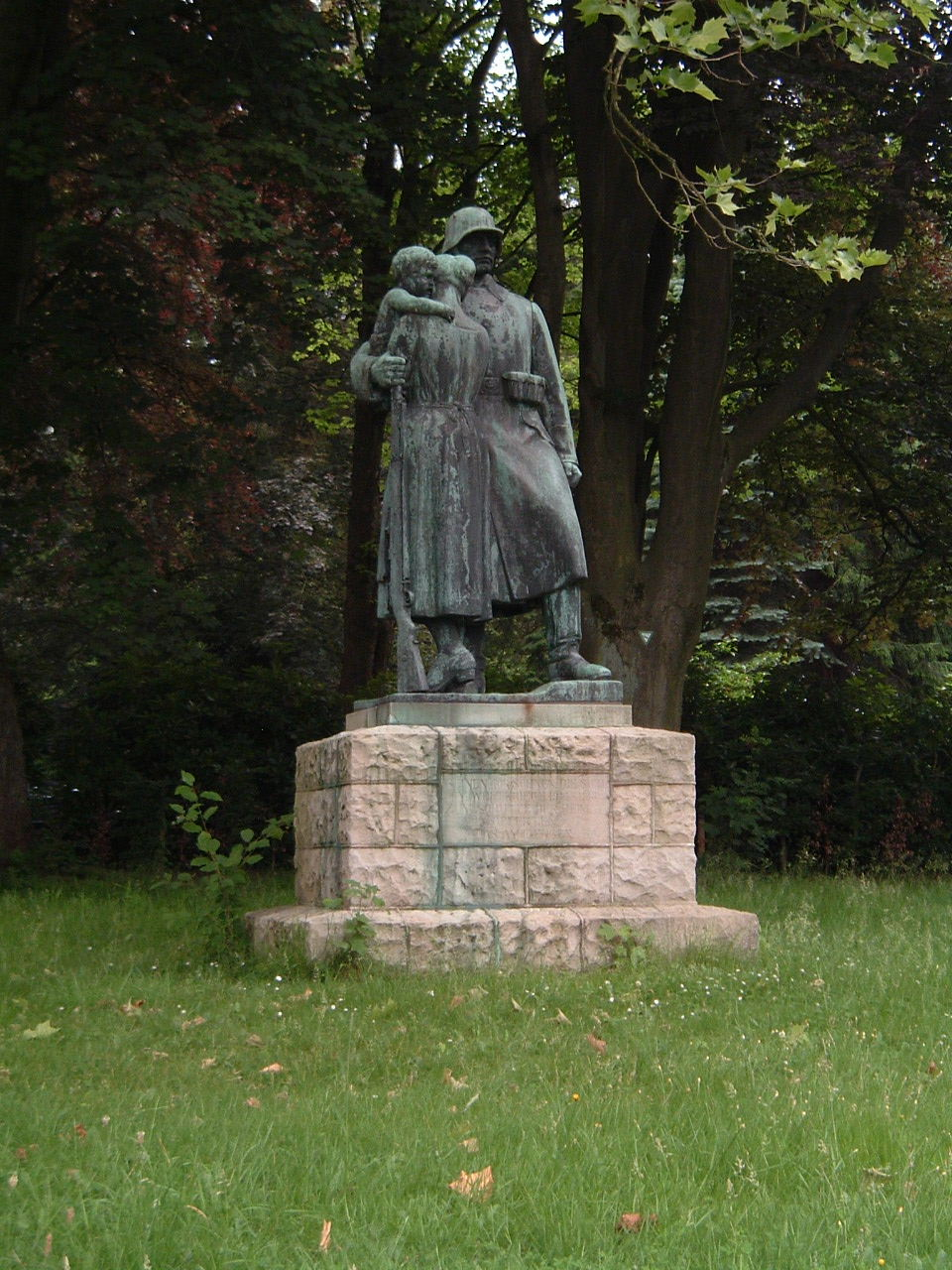
Enger/Westf.
Kriegerdenkmal 1914/18

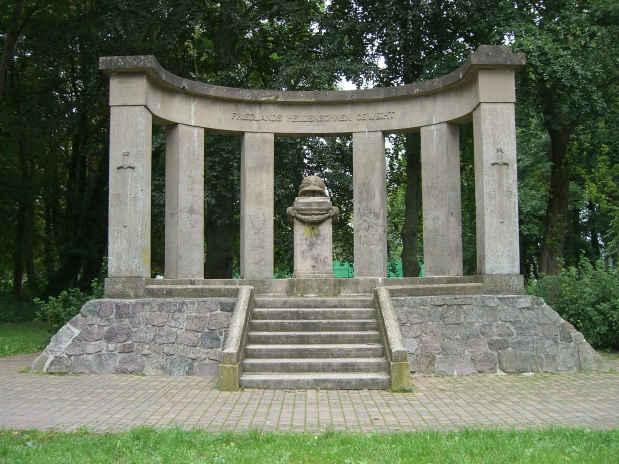
Friedland/Mecklenburg
Kriegerdenkmal 1914/18

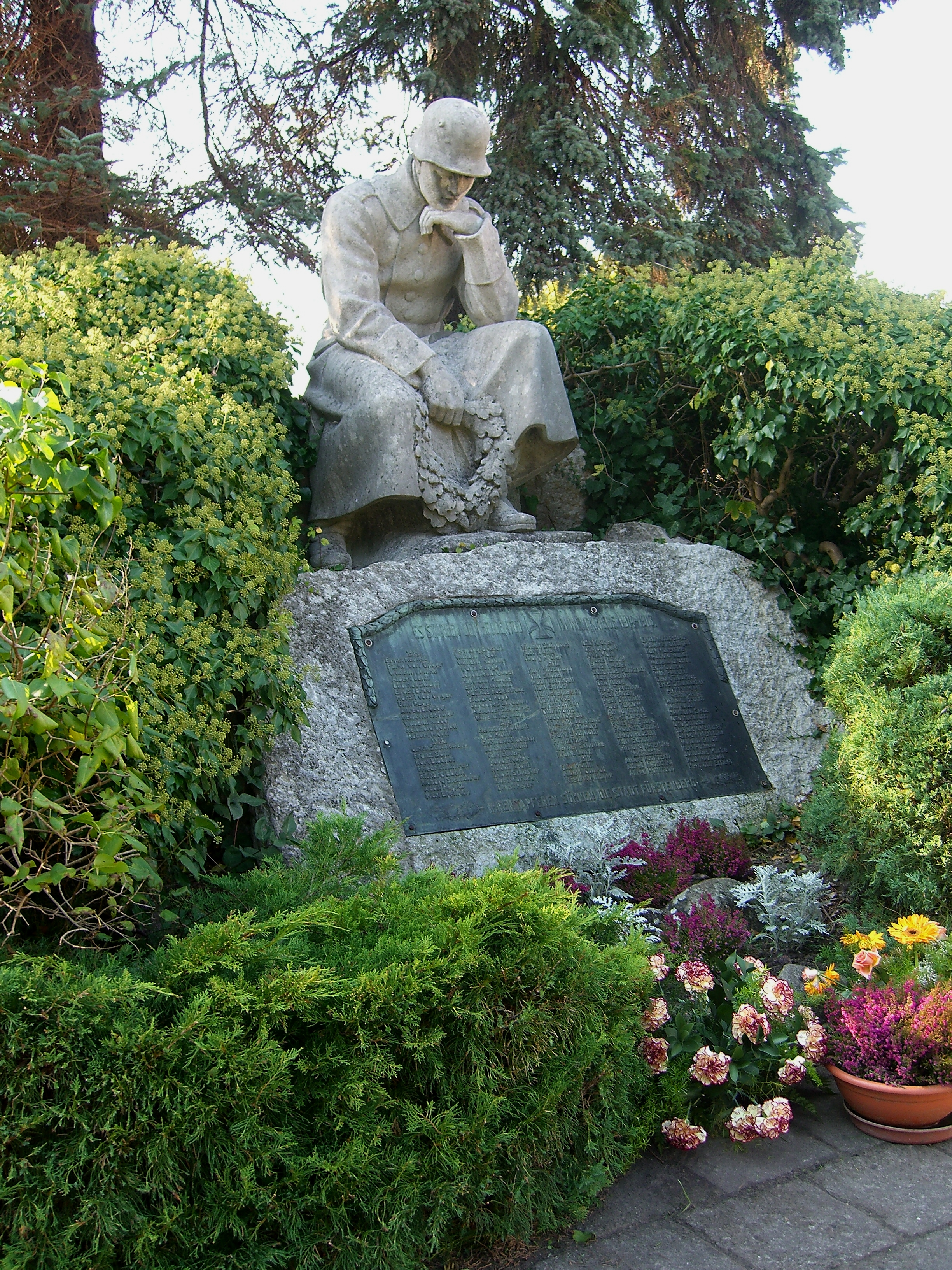
Fürstenberg/Havel
Kriegerdenkmal 1914/18

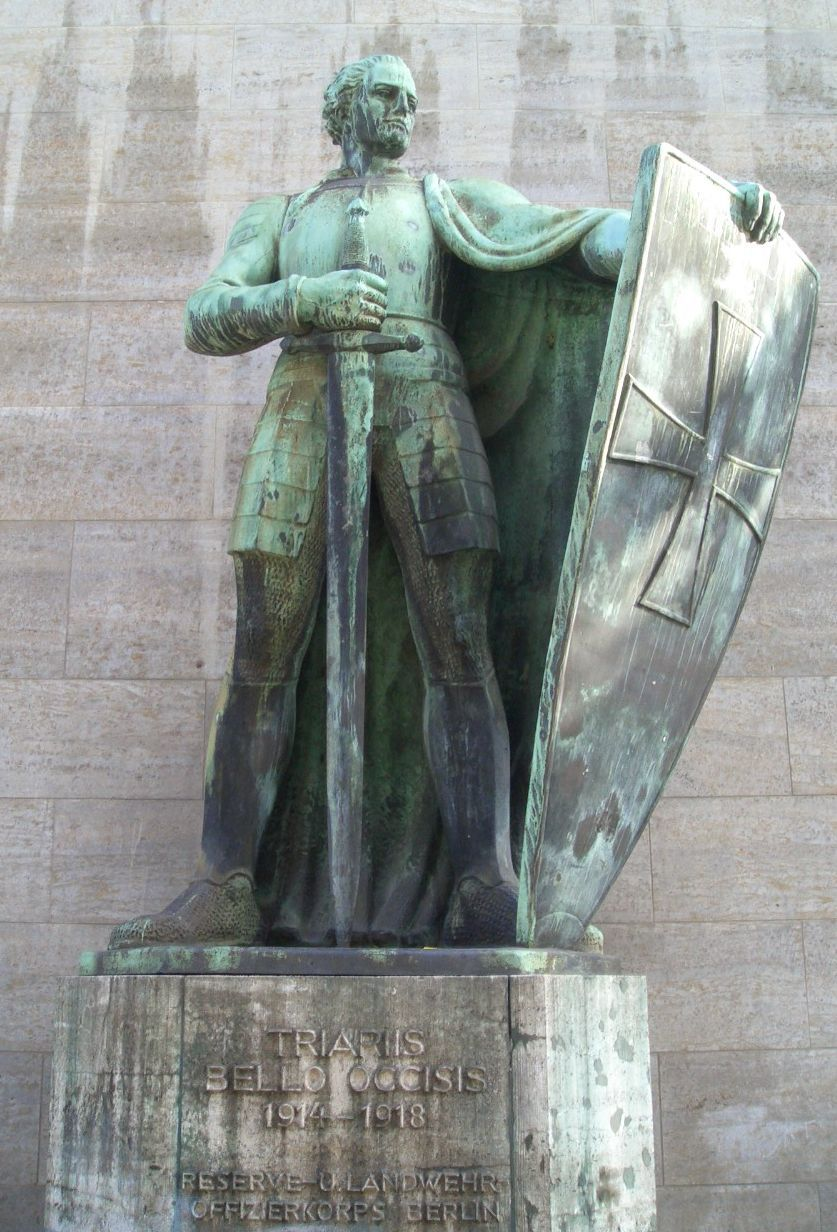
Hans Dammann mit Heinrich Rochlitz: Triariis bello occisis, (Den Gefallenen des Krieges) 1927. Denkmal für die im Ersten Weltkrieg Gefallenen des Reserve- und Landwehr-Offizierkorps, Jebensstraße, Berlin (am Bahnhof Zoo)

Gleiwitz/Oberschlesien
Mutterdenkmal vor der ehemaligen Landesfrauenklinik

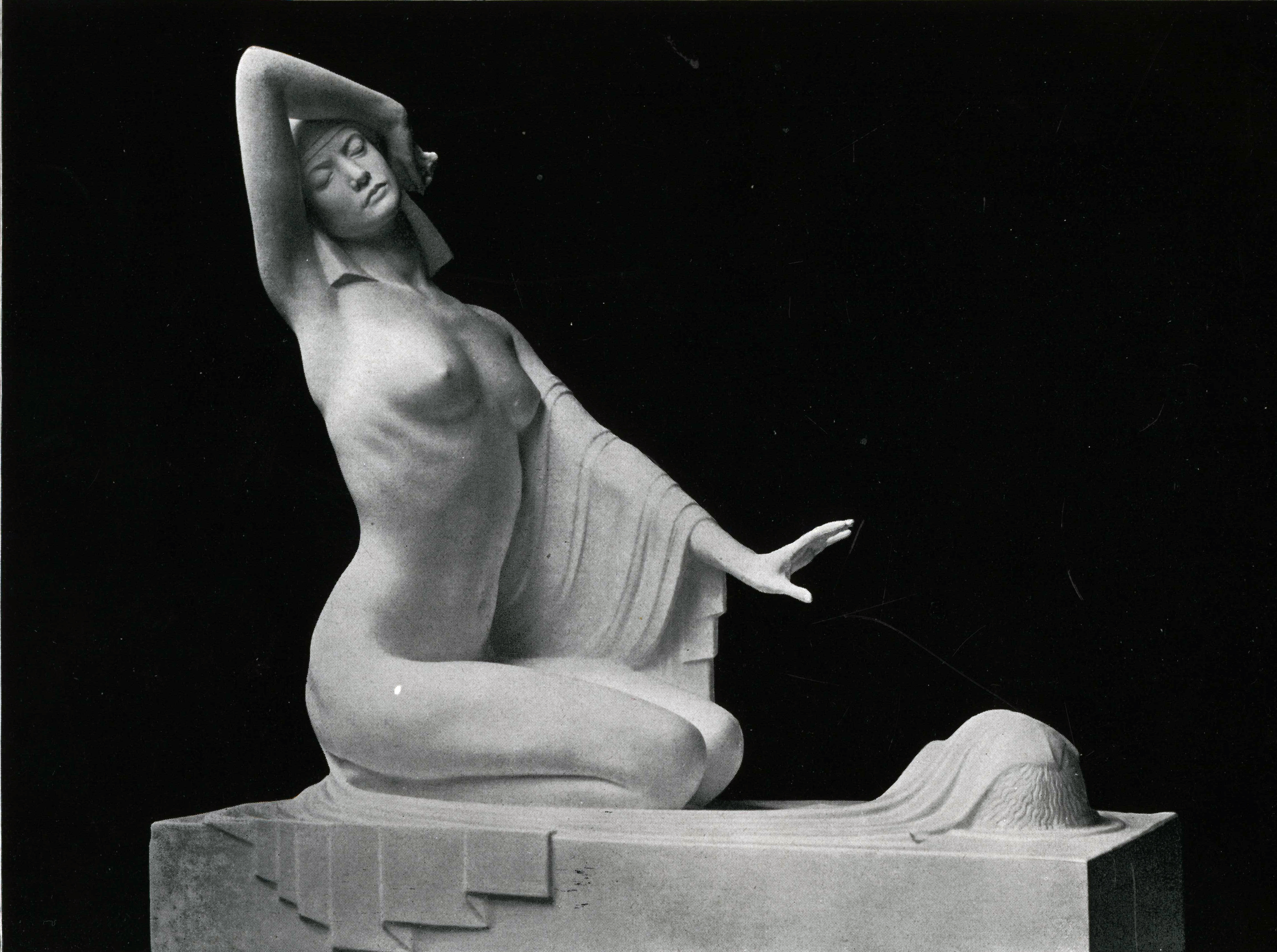
Skulptur Salome (vor 1913, Photographie aus Reclams Universum 1912)

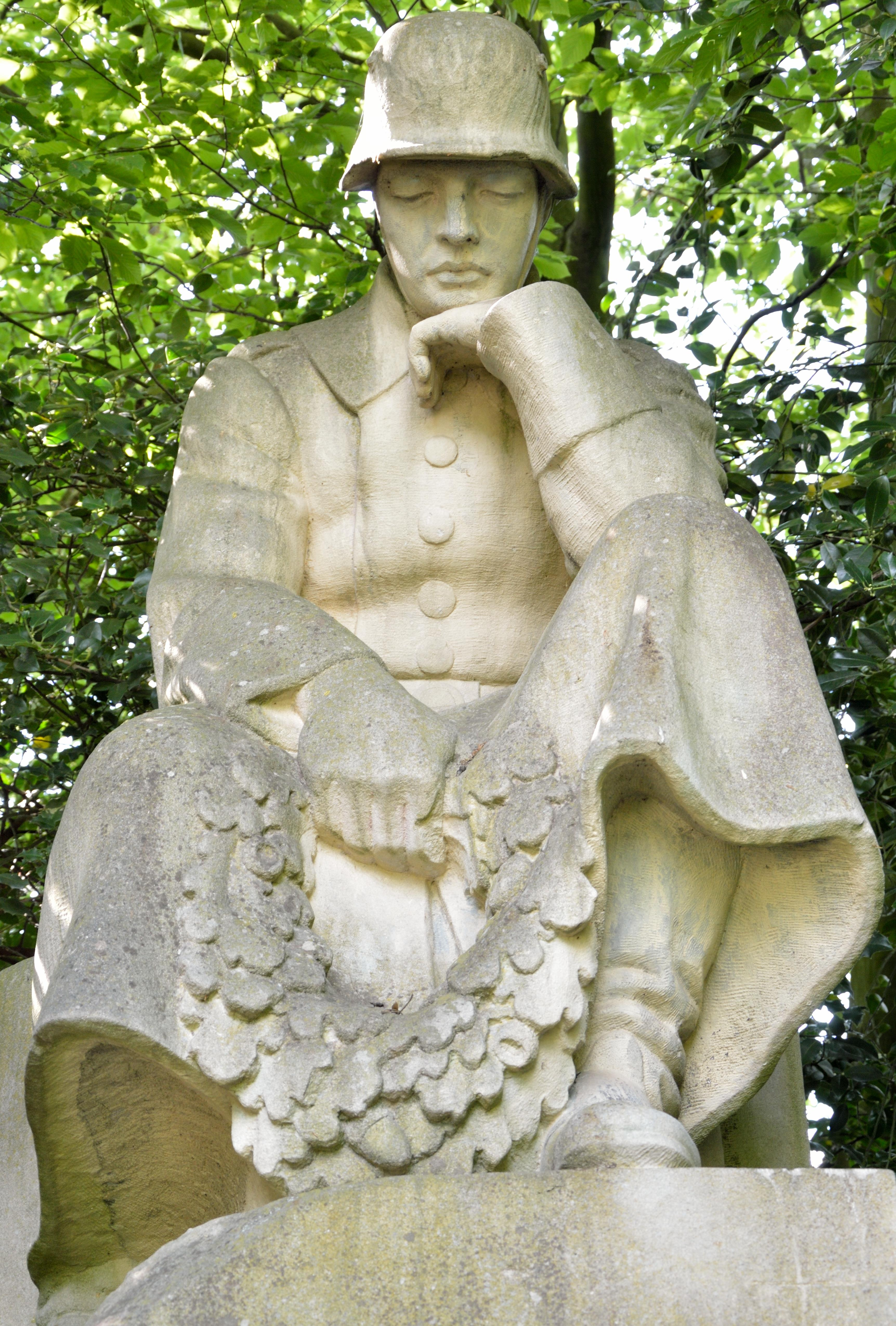
Dortmund-Somborn
Kriegerdenkmal 1914–18

### Kommunale Kriegerdenkmäler 1914–1918
Aus seiner Schaffensperiode kommunale Kriegerdenkmäler 1914–1918 sind bisher bekannt:
- Adamsdorf
- Arnswalde (Ost-Brandenburg)
- Bergkamen, Stadtteil Overberge (Westfalen); 1927
- Berlin-Kladow (Bezirk Spandau)
- Berlinchen (Ost-Brandenburg)
- Bischofstein (Ostpreußen)
- Bochum, Stadtteil Langendreer (Westfalen); 1929[23]
- Borgentreich (Westfalen); 1938-9
- Brake (Niedersachsen)
- Brotterode (Thüringen); 1930 errichtet
- Bublitz (Hinterpommern)
- Cammin (Hinterpommern)
- Dortmund, Stadtteil Somborn
- Düsseldorf, Stadtteil Holthausen, Kamper Acker; errichtet 1930, nicht erhalten
- Eberswalde (Brandenburg); Heldenhain Eberswalde; 1925
- Enger (Westfalen)
- Erkrath (Rheinland)
- Eschwege (Hessen)
- Freystadt (Niederschlesien)
- Friedland in Mecklenburg; 1926
- Fürstenberg (Mecklenburg-Strelitz, jetzt Brandenburg)
- Gardelegen; 1936 als allgemeines Gefallenendenkmal der Stadt errichtet, aber mit Reiterfigur eines Ulanen
- Gotha; Denkmal Infanterieregiment Nr. 95 (1927)
- Göttingen, Denkmal für das Infanterie-Regiment Nr. 136 (1929 aufgestellt, 1979 nach Münster-Handorf in die Lützow-Kaserne versetzt)
- Hagen, Stadtteil Boele (Westfalen); 1927
- Hagen, Stadtteil Herbeck (Westfalen); 1925
- Hagen, Stadtteil Holthausen (Westfalen); 1927
- Hagen, Stadtteil Vorhalle (Westfalen); 1925/26
- Halver (Westfalen)
- Herdecke (Westfalen); 1928
- Kandrzin (Schlesien)
- Kleinschmalkalden (Thüringen)
- Köln, Niederländer Ufer, Reichsehrenmal der Deutschen Feldartillerie (nicht erhalten), in Zusammenarbeit mit Emil Rudolf Mewes und Willy Meller; 1936[24]
- Neudamm (Hinterpommern)
- Oranienbaum (Sachsen-Anhalt)
- Oschersleben (Sachsen-Anhalt)
- Perleberg (Brandenburg)
- Raschau (Sachsen); 1931
- Ratibor (Schlesien); enthüllt 1927, im Eichendorff-Park
- Riedstadt, Stadtteil Erfelden (Hessen)
- Rößel (Ostpreußen)
- Schalksmühle (Nordrhein-Westfalen)
- Schlanstedt (Sachsen-Anhalt)
- Schneidemühl (Provinz Posen)
- Steinau an der Oder (Schlesien); errichtet 1930
- Tangermünde (Sachsen-Anhalt)
- Teichwolframsdorf (Thüringen)
- Tempelburg (Hinterpommern)
- Trebbin (Brandenburg)
- Werdau (Sachsen); errichtet um 1922, nicht erhalten

### Kriegerdenkmäler für die Gefallenen der Alten Armee
Neben den vorgenannten, sind nach Entwürfen von Hans Dammann auch Kriegerdenkmäler für die Gefallenen verschiedener Truppenteile oder Waffengattungen der so genannten Alten Armee entstanden:
- Allenstein (Ostpreußen) – Kriegerdenkmal 1914–18 des 1. Ermländischen Infanterie-Regiments Nr. 150
- Breslau (Schlesien) – Kriegerdenkmal des schlesischen Landwehrkorps
- Celle (Niedersachsen) – 2. Hannoversches Infanterie-Regiment Nr. 77, vor dem Schloss
- Döberitz (Brandenburg) – 3. Garde-Regiment zu Fuß (Denkmal 1922/23, Einweihung am 6. Mai 1923)
- Glatz (Schlesien) – Füsilier-Regiment Graf Moltke (Schlesisches) Nr. 38
- Glogau (Schlesien) – Infanterie-Regiment König Ludwig III. von Bayern (2. Niederschlesisches) Nr. 47; vor 1930
- Gotha (Thüringen) – 6. Thüringisches Infanterie-Regiment Nr. 95
- Göttingen (Niedersachsen) – 4. Lothringisches Infanterie-Regiment Nr. 136
- Langensalza (Thüringen) – Jäger-Regiment zu Pferde Nr. 2
- Neustrelitz (Mecklenburg) – Großherzoglich Mecklenburgisches Grenadier-Regiment Nr. 89
- Paderborn (Nordrhein-Westfalen) – Infanterie-Regiment Nr. 158
- Salzwedel (Sachsen-Anhalt) – Ulanen-Regiment Hennings von Treffenfeld (Altmärkisches) Nr. 16
- Sensburg (Ostpreußen) – 2. Ermländisches Infanterie-Regiment Nr. 151
- Schleswig (Schleswig-Holstein) – Schleswig-Holsteinisches Dragoner-Regiment Nr. 13
- Spandau (Berlin) – Garde-Fußartillerie-Regiment
- Torgau – Denkmal zur Erinnerung an die Gefallenen des Infanterieregiments Nr. 72

Als bedeutendste Ehrenmale dieser Schaffensperiode sind zu nennen:
- 1922: Berlin – für die gefallenen Schüler und Lehrer des Grunewald-Gymnasiums
- 1923: Köln – Deutsches Artillerie-Denkmal
- 1925: Hannover, auf dem Welfenplatz für seine Kameraden vom 1. Hannoversches Infanterie-Regiment Nr. 74
- 1927: Berlin-Tiergarten, für die 800 Reserve- und Landwehroffiziere des Landwehroffizierskorps

### Weitere Werke
- um 1905: Flachrelief der Kaiserin Auguste Viktoria.[25]
- 1910: Wettbewerbsentwurf für ein Bismarck-Nationaldenkmal auf der Elisenhöhe bei Bingerbrück (nicht prämiert)[26]
- Weberbrunnen in Viersen-Süchteln, enthüllt am 29. August 1928
- Grabstätte der Familie Bethke, darunter des Ehrenbürgers der Stadt Ludwig Bethke, auf dem Nordfriedhof von Halle (Saale)
- Die benachbarten Wandgräber von Robert Friedberg (um 1920) und der Familie von Max Fröhlich (um 1927, ursprünglich errichtet für die Familie von Carl Gustav Rommenhöller), sowie das Grab von Richard Jaffé (um 1920), alle auf dem Kaiser-Wilhelm-Gedächtnis-Friedhof in Berlin-Westend[27]
- 1931: Grabanlage für den verstorbenen Spinnereibesitzer Karl Ferdinand Wagner aus Naunhof auf dem Alten Friedhof in Naunhof
- Grabstätte für Familie Paul Arnold (Kommerzienrat)[28] und für Kommerzienrat Carl Werner Günther auf dem Neuen Friedhof Greiz Greiz, Thüringen

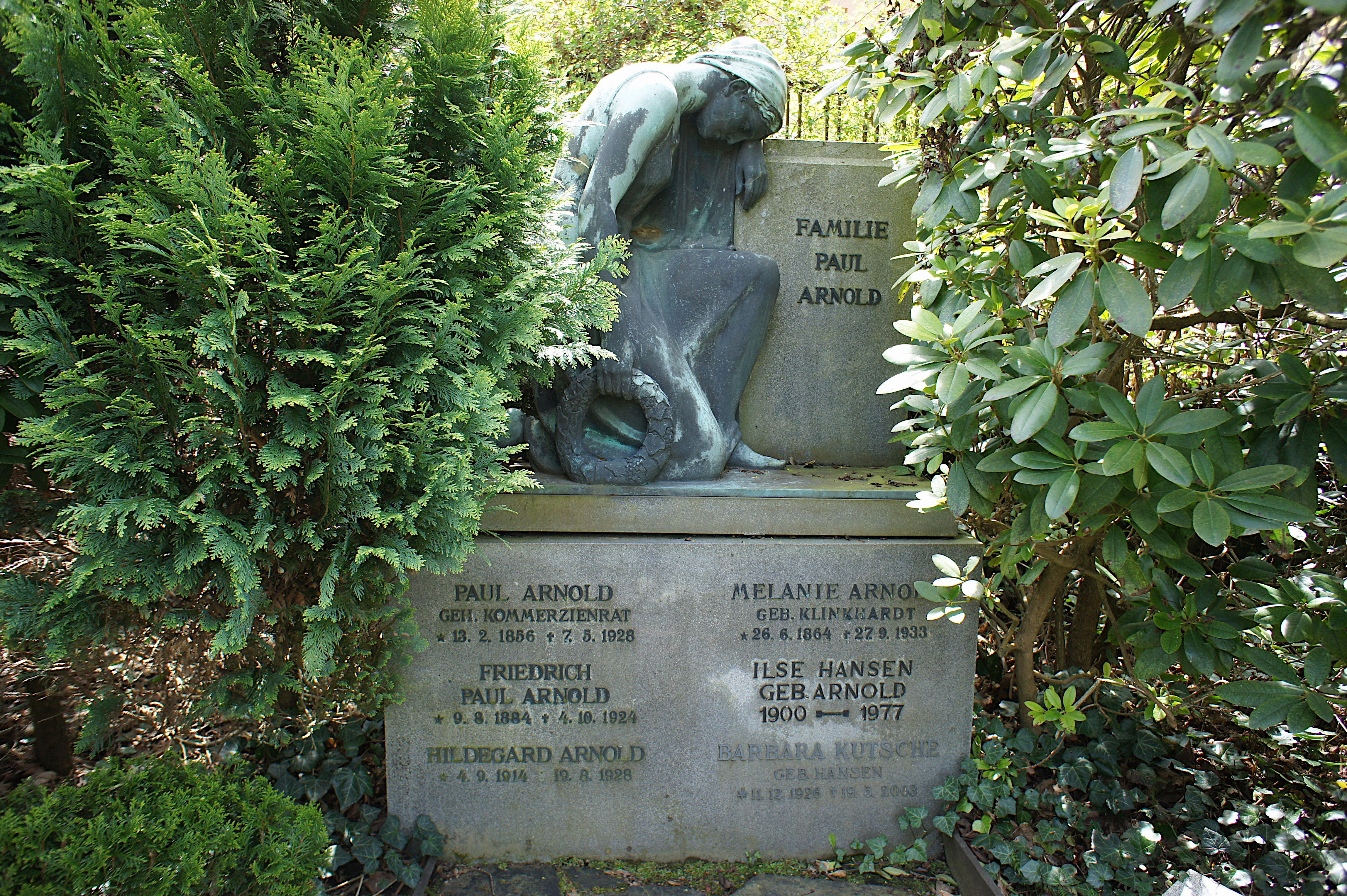
Greiz, Thüringen
Grabmal Paul Arnold auf dem Neuen Friedhof

Grabmal Paul Arnold auf dem Neuen Friedhof